# Meteima gilva
Meteima gilva là một loài bướm đêm trong họ Geometridae.